# Philine californica
Philine californica är en snäckart som beskrevs av Willett 1944. Philine californica ingår i släktet Philine och familjen havsmandelsnäckor. Inga underarter finns listade i Catalogue of Life.